# De Sjonnies
De Sjonnies is een feestband, oorspronkelijk uit Nijmegen. Van de oorspronkelijke bezetting, die vooral in de jaren 90 en 00 zeer succesvol was, zijn bassist Friso Ruysdael en gitarist Konstantijn Ruysdael nog steeds actief in de band. Vanaf mei 2014 is Bennie Solo de nieuwe frontman.

## Geschiedenis
De Sjonnies zijn in 1991 opgericht en bestond aanvankelijk uit de fictieve vader Ronnie Ruysdael en zoons Konstantijn en Friso. In werkelijkheid zijn Ronnie en zijn zonen typetjes, gevormd door Jan Rabbers ("Ronnie") en de broers Geert ("Friso") en Guus Peeters ("Konstantijn"). De band is vernoemd naar Johnny Jordaan.
In de zomer van 1995 braken De Sjonnies landelijk door met het van Karin Kent gecoverde nummer Dans je de hele nacht met mij, dat de eerste plek in de Nederlandse hitparades bereikt. Ook het album Verse vis en lingerie werd een succes. In de jaren erna bleven De Sjonnies aan de weg timmeren met nummers als Blauw van de sangria, Zwemmen zonder slip (een bewerking van Runaround Sue) en Annemarie. Het repertoire van de band bestaat uit covers van bekende liedjes, gecombineerd met zelfgeschreven, vaak komische, teksten. Ook de muzikale productie van hun liedjes nemen De Sjonnies vaak in eigen hand.
De band bracht 4 albums, een compilatie-cd en een dvd uit en scoorde daarmee verschillende hits, zoals Roos in je blonde haren, Japapa en M'n fiets is gejat!. Ook gaat de band het theater in; in 2006 en 2007 was er een avondvullende familieshow te zien in diverse schouwburgen. Saillant detail daarbij is dat de leden van De Sjonnies hun eigen voorprogramma's spelen als De Gebroeders De Blije en als De Startrekkers.
Tot 2009 bleef de band in de originele samenstelling bij elkaar, de band onderging daarna een metamorfose. Na meningsverschillen over hoe de band verder zou gaan werd de samenstelling aangepast. Ronnie Ruysdael verliet de band en werd vanaf januari 2010 vervangen door oud-Idolsdeelnemer Harm Jacobs. Ook Konstantijn Ruysdael hield er eind 2009 mee op; hij werd vervangen worden door Paddo (Sander Thuss). In 31 maart 2010 besloot de band afscheid te nemen van zanger Jacobs. Hij werd opgevolgd door Martijn Lavrijssen als Sjon de Manager.
De Sjonnies vervolgden hun carrière met wisselend succes. Ze scoorden nog enkele bescheiden hits met onder andere Helemaal los en Hallo Hallo. In de zomer van 2012 werd afscheid genomen van Sjon de Manager als zanger. Niet lang daarna werd Tommie Transvaal (Tom Sligting) de nieuwe zanger van de band. Er werden geen nieuwe hits gescoord en eind 2013 werden de bandactiviteiten gestaakt.
In mei 2014 werd de band nieuw leven geblazen. Niet alleen keerde Konstantijn Ruysdael terug als bandlid, ook werd een intensieve samenwerking aangekondigd met zanger/entertainer Bennie Solo. De samenwerking is een uitvloeisel van een eenmalig optreden op de Dag van het Levenslied in Nijmegen. Dat beviel de partijen zo goed dat men besloot als trio op te treden: de oorspronkelijke leden Konstantijn en Friso Ruysdael met Bennie Solo als frontman.

## Tijdlijn

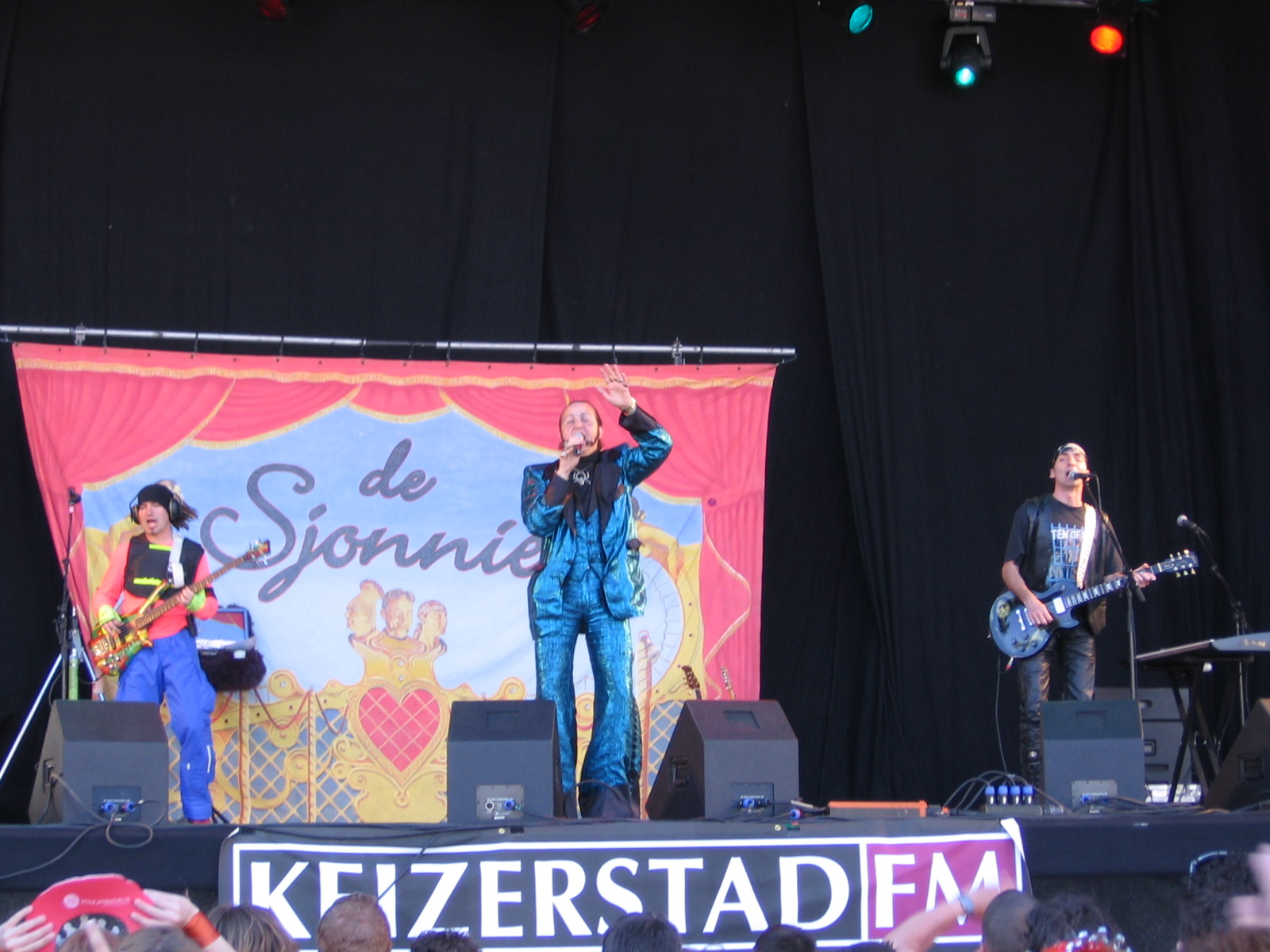
De Sjonnies tijdens Koninginnedag 2007

## Discografie

### Albums
| Album met eventuele hitnotering(en) in de Nederlandse Album Top 100 | Datum van verschijnen | Datum van binnenkomst | Hoogste positie | Aantal weken | Opmerkingen |
| ------------------------------------------------------------------- | --------------------- | --------------------- | --------------- | ------------ | ----------- |
| Verse vis & lingerie                                                | 1995                  | 12-08-1995            | 17              | 12           |             |
| Broodje bal                                                         | 1997                  | 26-07-1997            | 52              | 12           |             |
| Anti-Roos                                                           | 2000                  |                       |                 |              |             |
| Krenten uit de pap                                                  | 2002                  | 16-11-2002            | 96              | 2            |             |
| Tieteloos                                                           | 2007                  |                       |                 |              |             |
| Bek toe De Sjonnies                                                 | 2016                  |                       |                 |              |             |

### Singles
| Single met eventuele hitnotering(en) in de Nederlandse Top 40 | Datum van verschijnen | Datum van binnenkomst | Hoogste positie | Aantal weken | Opmerkingen                                      |
| ------------------------------------------------------------- | --------------------- | --------------------- | --------------- | ------------ | ------------------------------------------------ |
| Dans je de Hele Nacht met Mij                                 | 1995                  | 01-07-1995            | 7               | 9            | Nr. 5 in de Single Top 100 / Alarmschijf         |
| Afscheid                                                      | 1995                  | -                     |                 |              |                                                  |
| De bostella                                                   | 1995                  | -                     |                 |              |                                                  |
| Blauw van de Sangria                                          | 1996                  | 24-08-1996            | 38              | 2            | Nr. 35 in de Single Top 100                      |
| Twee Armen om me Heen                                         | 1997                  | -                     |                 |              | Nr. 88 in de Single Top 100                      |
| Porompompero                                                  | 1997                  | -                     |                 |              |                                                  |
| Brandend zand                                                 | 1997                  | -                     |                 |              | met Gert Timmerman / Nr. 97 in de Single Top 100 |
| Coupe Soleil (Oh wat zijn we blij)                            | 1998                  | 25-07-1998            | tip13           | -            | Nr. 76 in de Single Top 100                      |
| Kermis in de Stad                                             | 1999                  | -                     |                 |              | met Imca Marina                                  |
| Groen en Gesellug (Slalalalala)                               | 2000                  | -                     |                 |              |                                                  |
| Roos in je blonde haren                                       | 2000                  | -                     |                 |              |                                                  |
| Annemarie                                                     | 2000                  | -                     |                 |              |                                                  |
| Opa Koos                                                      | 2001                  | -                     |                 |              | Nr. 37 in de Single Top 100                      |
| Zwemmen zonder slip (hip hip)                                 | 2002                  | -                     |                 |              | Nr. 75 in de Single Top 100                      |
| Annemariemix                                                  | 2002                  | -                     |                 |              | Nr. 63 in de Single Top 100                      |
| Petite mademoiselle                                           | 2004                  | -                     |                 |              | Nr. 46 in de Single Top 100                      |
| Effe Lekker Raken                                             | 2005                  | -                     |                 |              |                                                  |
| De megahitmix                                                 | 2006                  | -                     |                 |              | met DJ Maurice / Nr. 53 in de Single Top 100     |
| Je bent m'n Moeder niet!                                      | 2006                  | -                     |                 |              | Nr. 95 in de Single Top 100                      |
| Japapa                                                        | 2007                  | -                     |                 |              | Nr. 49 in de Single Top 100                      |
| M'n fiets is gejat!                                           | 2007                  | -                     |                 |              |                                                  |
| Helemaal los!                                                 | 2010                  | -                     |                 |              | Nr. 45 in de Single Top 100                      |
| Stoelendans                                                   | 2010                  | -                     |                 |              | Nr. 62 in de Single Top 100                      |
| Hallo hallo                                                   | 2010                  | -                     |                 |              | Nr. 59 in de Single Top 100                      |
| Smurfenlied                                                   | 2011                  | -                     |                 |              | Nr. 62 in de Single Top 100                      |
| Zottebal                                                      | 2012                  | -                     |                 |              |                                                  |
| (Wie heeft mij naar huis gebracht) Vannacht                   | 2016                  | -                     |                 |              |                                                  |
| Kutkeeper                                                     | 2019                  | -                     |                 |              | met Eric Meijers                                 |

## Line-ups

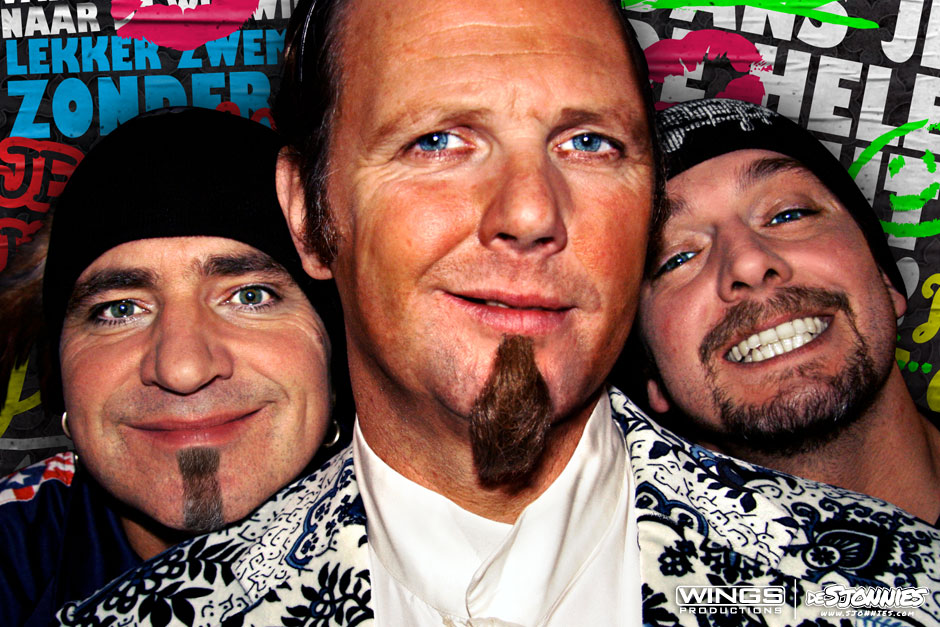
Met Friso, Tommie Transvaal en Paddo (2012-2014)

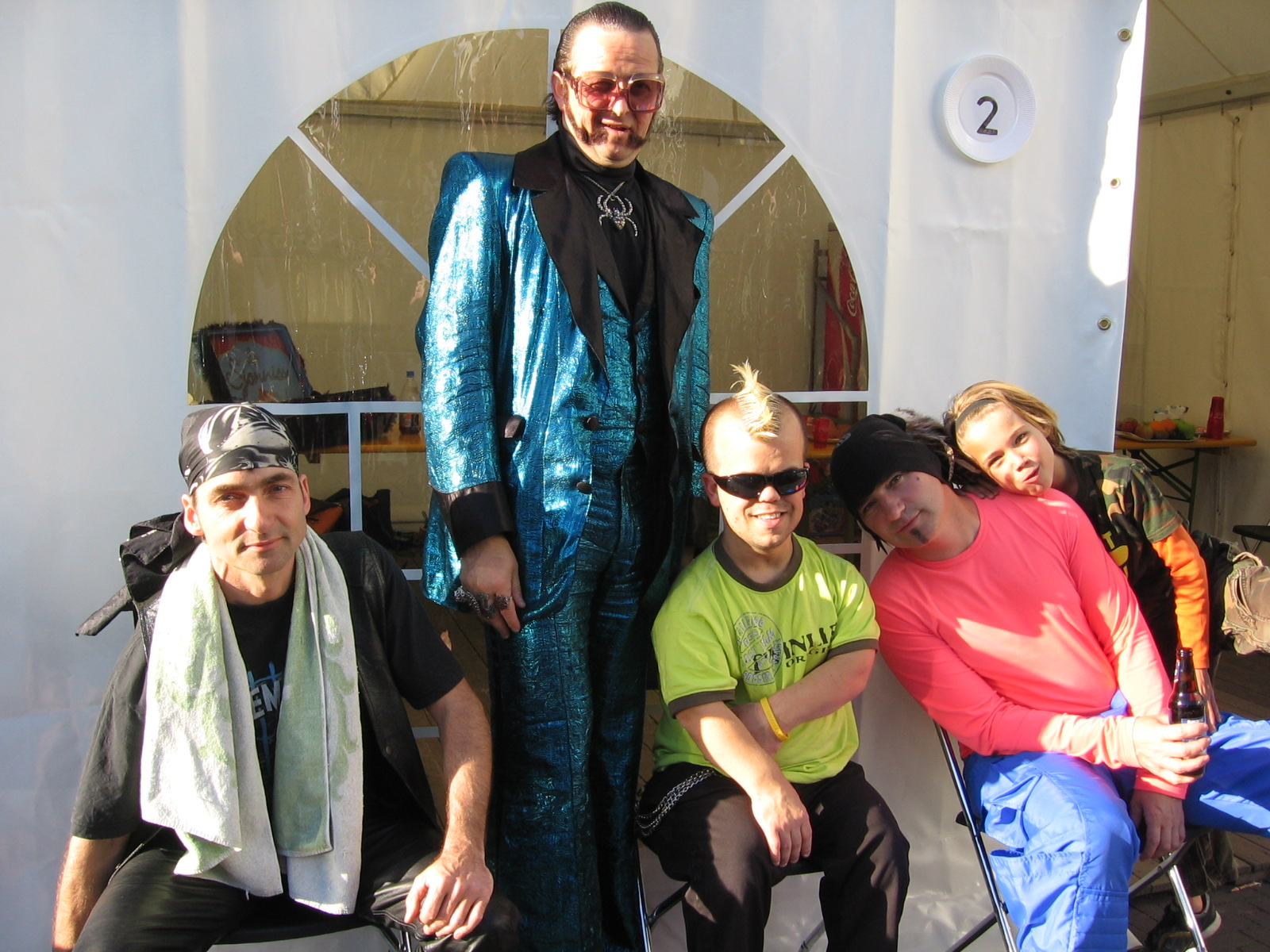
De band in 2008 (met kleinzoon rechts)

| (1991-2009)  | - Friso Ruysdael - bass - Konstantijn Ruysdael - gitaar - Ronnie Ruysdael - leadzanger |
| (2010)       | - Friso Ruysdael - bass - Paddo - gitaar - Harm Jacobs - leadzanger                    |
| (2010-2012)  | - Friso Ruysdael - bass - Paddo - gitaar - Sjon de Manager - leadzanger                |
| (2012-2014)  | - Friso Ruysdael - bass - Paddo - gitaar - Tommie Transvaal - leadzanger               |
| (2014-heden) | - Friso Ruysdael - bass - Konstantijn Ruysdael - gitaar - Bennie Solo - leadzanger     |